# Diamesa heteropus
Diamesa heteropus är en tvåvingeart som först beskrevs av Daniel William Coquillett 1905.  Diamesa heteropus ingår i släktet Diamesa och familjen fjädermyggor. Inga underarter finns listade i Catalogue of Life.